# Иван Кожедуб
Иван Никитович Кошедуб (роден на 8 юни 1920 г. в Ображиевка, Черниговска губерния, Украинска ССР; † 8 август 1991 г. в Москва, Съветски съюз) е съветски пилот, маршал от авиацията и три пъти Герой на Съветския съюз.
След обучение в професионално училище по химия и технологии, той се присъединява към Червената армия през 1940 г., получава пилотно обучение през 1941 г. в Чугуевското военно авиационно училище и след това работи там като летателен инструктор.
През ноември 1942 г., като част от Германо-съветската война, той е прехвърлен на фронта, където скоро се включва в първите въздушни битки. В 326 мисии, на които е летял основно с Лавочкин La-5 или La-7, Кожедуб постигна 62 потвърдени въздушни победи в 120 въздушни битки, включително срещу реактивен самолет Me 262. Той е най-успешният съветски (и съюзнически) боен пилот през Втората световна война. Той отбеляза повечето от своите победи (45) на La-5. Почитан е три пъти като Герой на Съветския съюз (4 февруари 1944 г., 19 август 1944 г. и 18 август 1945 г.), последният път с едновременно повишение в майор, въпреки че от август 1944 г. е заместник-командир на 176-и гвардейски изтребителен авиационен полк с чин капитан.
След войната Кошедуб учи във Военната академия на ВВС в Монино през 1949 г.

## По време наКорейската война
След завръщането си в СССР Кожедуб посещава Военновъздушната академия, базирана в Монино, която завършва през май 1949 г. Първоначално трябва да бъде назначен като заместник-командир на 31-ва изтребителна авиационна дивизия, базирана в Баку, но – по заповед „отгоре“ поради високият му статут на топ летящ ас – той е преназначен в 324-та изтребителна авиационна дивизия. Първоначално той служи като помощник-командир за летателно обучение, но скоро е повишен в командир на дивизията през ноември 1950 г. Малко след това единицата е изпратена в Китай, където първоначално обучава китайски и севернокорейски пилоти. Кожедуб, въпреки че е един от първите пилоти, овладяли изтребителя МиГ-15 през 1949 г., със заповед на командването му е строго забранено да участва в бойни полети. Неговата дивизия се състои само от два полка (176-ти гвардейски и 196-ти изтребителен авиационен полк), а не от обичайните три. Въпреки това пилотите от неговата дивизия постигат 216 въздушни победи в Корея от април 1951 г. до февруари 1952 г., като същевременно претърпяват само 27 загуби на МиГ-15 и девет убити пилоти.
През 1956 г. завършва Военната академия на Генералния щаб на въоръжените сили на СССР „К. Я. Ворошилов“ и няколко пъти става депутат във Върховния съвет. От 1964 г. е първи заместник-началник на авиационните сили на военно окръжие.
След повишаването му в генерал-полковник през 1970 г. той се премества в ръководството на военновъздушните сили през 1971 г. От 1978 г. работи в групата на генералния инспектор на Министерството на отбраната на СССР. През 1985 г. е повишен в маршал на авиацията. Кошедуб умира през 1991 г. и е погребан на Новодевическото гробище в Москва.

## Военни звания
- Сержант (февруари 1941)
- Старши сержант (23.02.1942)
- Младши лейтенант (15.05.1943)
- Лейтенант (05.08.1943)
- Старши лейтенант (10.11.1943)
- Капитан (24.04.1944)
- Майор (19.11.1944)
- Подполковник (20.01.1949)
- Полковник (03.01.1951)
- Генерал-майор на авиацията (03.08.1953)
- Генерал-лейтенант на авиацията (27.04.1962)
- Генерал-полковник от авиацията (29.04.1970)
- Маршал на авиацията (07.05.1985)

## Награди

### СССР
- Три пъти Герой на Съветския съюз (04.02.1944 г., № 1472; 19.08.1944 г., № 36; 18.08.1945 г., № 3)
- Два ордена на Ленин (04.02.1944; 21.02.1978).
- Седем ордена на Червеното знаме (22.07.1943 г., № 52212; 30.09.1943 г., № 4567; 29.03.1945 г., № 4108; 29.06.1945 г., № 756; 02.06.1945 г. /1951 г., № 122; 22.02.1968 г., № 23; 2 06.06.1970 г., № 537483)
- Орден на Александър Невски (31.07.1945 г., № 37500)
- Орден на Отечествената война 1-ва степен (06.04.1985)
- Два ордена на Червената звезда (04.06.1955; 26.10.1955)
- Орден „За служба на родината във въоръжените сили на СССР“ II степен (22.02.1990)
- Орден „За служба на родината във въоръжените сили на СССР“ III степен (30.04.1975)
- Медал „За бойни заслуги“ (1950)
- Други медали на СССР

### Чужди
- Орден на Червеното знаме (Монголска народна република)
- Орден за заслуги към отечеството (ГДР, 08.05.1975)
- Орден на Възраждането на Полша, IV клас (Полша)
- Орден за свобода и независимост, 1-ва степен (КНДР)
- Орден на националното знаме 1-ва степен (КНДР)
- Медал „100 години от рождението на Георги Димитров“ (НРБ, 1982)
- Медал „30 години Българска народна армия“ (НРБ, 1974)
- Медал „30 години победа над нацистка Германия“ (НРБ, 1975)
- Медал „40 години от победата над хитлеристкия фашизъм“ (НРБ, 1985)
- Медал „40 години освобождение на Корея“ (КНДР)
- Медал „30 години победа над милитаристка Япония“ (Монголска народна република, 1976)
- Медал „50 години Монголска народна армия“ (Монголска народна република, 1971)
- Медал „40 години от победата на Халхин-Гол“ (Монголска народна република, 1979)
- Медал „60 години въоръжени сили на Монголската народна република“ (Монголска народна република, 1981)
- Медал „20-та годишнина на революционните въоръжени сили на Куба“ (Куба, 1978)
- Медал „30-та годишнина на революционните въоръжени сили на Куба“ (Куба, 1986)
- Медал Братство по оръжие (Полша, 1988)

## Почетен гражданин
- Почетен гражданин на градовете: Балти, Чугуев, Калуга, Купянск, Суми и др.

## Книги от Иван Кожедуб
- Кожедуб, Иван. Служу родине.   Москва, Детская литература, 1950. с. 207. (на руски)
- Кожедуб, Иван. Верность отчизне.   Москва, Детская литература, 1970. с. 208. (на руски)
- Кожедуб, Иван. Неизвестный Кожедуб. Служу Родине!.   Он лайн, Эксмо, 2014 г. ISBN 978-5-699-73691-1. (на руски)